# Zespół mięśnia nawrotnego obłego
Zespół mięśnia nawrotnego obłego (łac. syndroma musculi pronatoris teretis, ang. pronator teres syndrome) – zespół chorobowy z grupy neuropatii, związany z uciskiem nerwu pośrodkowego przez mięsień nawrotny obły lub przez pasmo włókniste powierzchniowe głowy ramiennej mięśnia nawrotnego obłego. W przebiegu tego zespołu występuje ból o charakterze piekącym w części przedramienia położonej bliżej stawu łokciowego, który nasila się przy ruchu nawracania. Ponadto obserwuje się parestezje w miejscu przebiegu nerwu pośrodkowego, ból podczas uciskania mięśnia nawrotnego obłego. W leczeniu zaleca się odciążenie mięśnia, a w przypadku braku poprawy stosuje się leczenie operacyjne.